# 前野佳彦

前野佳彥近照

前野佳彥（1953年—），日本哲學家、詩人、繪本作家。

## 生平
出生於福岡縣神社內。經由父親口述得知戰後家園燒燬殘跡的慘狀，由此產生原爆之子的身分認同，成為形塑此後自我閱歷及哲學的原點。高中時期開始廣讀哲學書籍，並沉浸於德國古典音樂之中。

## 文化哲學期（約1974年－1990年）
選擇法律專業是為了完成父親的期許，幾番掙扎後，於1974年自東京大學法學部休學，決定轉而研究文化哲學。雖然如此，這些法律相關研究的素養對架構往後的制度論、文明情念論等理論有很大的幫助。1979年取得東京大學人文科學研究所碩士學位。1980年9月至1984年3月，取得當時西德政府提供的獎學金，赴斯圖加特大學哲學歷史學部就讀，並於倫敦大學瓦爾堡研究所留學。師事於德國文化學界英才海因茲施拉夫教授，及圖像學的國際權威恩斯特貢布里希教授，受其親身指導  。於此期間，以佛羅倫斯為中心，實地調查義大利文藝復興時期的史蹟。
1984年以博士論文《瓦爾堡、尼采、布克哈特的文化概念》取得斯圖加特大學哲學歷史學部博士學位。此為海因茲施拉夫教授首次頒發的summa cum laude(mit Auszeichnung) 。這本博士論文翌年於德國出版，日後在國際間獲得相當高的評價。
1986年決心成為一名在野的學者。至1990年為止，以解明日本及東洋整體文化特性為目標，遍讀大量的古典原籍及漢籍、佛典、研究書。1987年出版《東亞的專制及自我異化ー民眾文化史的制度批判》（個人出版）。

## 周遊異國文化期（約1990年－2002年）
在厭棄泡沫經濟期日本國家的精神心理狀態下，選擇離開日本至中國、西域、印度、斯里蘭卡、土耳其、希臘、越南、緬甸等地。身為獨身旅行的背包客，將旅途的風景及心情，以素描及散文詩的方式記錄。這個旅行對前野而言是體悟〈周遊異國文化〉〈民族異國風地球〉的定位課題，其中的成果各自被收集於散文詩繪畫作品中，以三次個展的方式呈現 。
這個時期同時產生了創作〈整體幻想〉的想法。經過多番嘗試，後來因為翻譯了沃爾特布爾克特的著作《殘殺的人-古希臘的犧牲儀禮及神話》得到靈感，往後數年皆致力於嘗試重新創作〈殘殺的人〉。這個創作體驗成為此後兒童文學〈繪本〉、純想像物語中的原型。

## 回歸學問研究（約2002年－2014年）
回歸契機是在〈周遊異國文化〉最後的國家緬甸，獲得了某一種頓悟。其中內涵的基本軸和記號學研究有很大的關連。此時將畫室遷移至群馬縣，開始以記號論、現象學為研究方法的基軸。這個第二階段的在野學問期是非常多產的一個時期。

## 文化記號塾的規劃・主編（約2007年迄今）
2007年以名古屋大學研究所學生為對象，組成前野《言語記號系及主體》的讀書會，進而演變成〈方法論研討會〉。這原本是以導入人文研究方法為目的的讀書會，此後逐漸轉變為指導研究生撰寫博士論文的方法論研討會。2008年成立文化記號塾。正式開始博士論文的指導，由妻子MICHIKO(名古屋大學名譽教授)負責題目設定及實證研究重點的指導，佳彦負責概念化的方法論指導。2012年，刊物《文化記號研究》創刊。

## 繪本創作、〈整體幻想〉的目標再設定期（約2013年迄今）
僅以自身傳統(東洋的傳統)為歷史時代來思考的話，絕大部分將可能被歸結於〈東洋式專制〉。但是此時，「其餘無法被制度化的民眾文化根源又身在何處呢」的疑問必將隨之而生。關於這個問題請參照上溯至日本繩文･弥生文化的泛靈論，以裝飾藝術泛靈性的觀點分析記述2014年出版的萬物有靈論Animistic Cosmology in Japanese Decorative Art。且以理論實踐的形式，將其與繪本、兒童書、圖文集相互結合。這個對前野而言，是綜合了繪畫、散文詩、插畫及整體幻想，具有極大意義的企劃。前野將其總括為「當繪畫與物語在心象畫面中結合時，此時近代人未知的記號表現領域及自古以來的既知領域、也就是近似於洞。窟內加入禮儀禮的表現領域將獲得開展。前野將此創作理念定義為〈心的洞窟〉。以下列出至今實踐此理念的成果。

## 著書
- 『言語記号系と主体ー一般文化学のための註釈的止観ー』言叢社、2006年。
- 『散歩の文化学1，2』法政大学出版局、2009年。
- 『事件の現象学1，2』法政大学出版局、2009年。
- 『形而上の中世都市』法政大学出版局、2010年。
- 『中世的修羅と死生の弁証法』法政大学出版局、2011年。
- 『魔術の文法学ー記号論的エッセー』テクネ、2014年。
- Animistic Cosmology in Japanese Decorative Art: Compositional Principle of Elemental Symbolism, Texnai, 2014.
- 『叙情的オカルティズムと内的共同体』テクネ、2015年。

### 翻譯書
- ヴァルター・ブルケルト『ホモ・ネカーンス』法政大学出版局、2008年。
- フランセス・イエイツ『ジョルダーノ・ブルーノとヘルメス教の伝統』工作舎、2010年。
- ヤーコプ・フォン・ユクスキュル『動物の環境と内的世界』みすず書房、2011年。
- フランツ・ボアズ『北米インディアンの神話文化』（編・監訳）中央公論新社、2013年。
- ミルチャ・エリアーデ『加入礼・儀式・秘密結社：神秘の誕生ー加入礼の型についての試論』法政大学出版局、2014年。

### 繪本・兒童書
- 『ひかりの子供たちーロラとサオリの物語ー』テクネ、2017年。
- 『クラとホシとマルーお花畑ができるまでー』テクネ、2018年。
- 『海に向いた絵ー悼む人たちへー』テクネ、2018年。
- 『長い長い旅ー宇宙童話ー』テクネ、2018年。
- 『縄文杉物語ー神様の取り替え子との植樹祭ー』テクネ、2019年。
- 『川をさかのぼる話』YouTube動画絵本、2019年。[1] (https://www.youtube.com/watch?v=N61JWoyu57w)

### 圖文集
- 『サバンナの仲間たちーわたしたちの故郷への心象旅行ー』（前野佳彦画文集Ⅰ）、テクネ、2018年。
- 『日本の風景ー神々と精霊とわたしたちー』（前野佳彦画文集Ⅱ）、テクネ、2019年。